# 青木重幸
青木 重幸（あおき しげゆき、1950年 - ）は日本の生物学者。立正大学経済学部教授。専門は進化生物学、動物行動学、生物社会学。日本進化学会、日本昆虫学会、日本応用動物昆虫学会会員。アブラムシの一種ボタンヅルワタムシが不妊の兵隊カーストをもつことを発見したことで世界的に有名である。そのいきさつを綴った『兵隊を持ったアブラムシ』（どうぶつ社1984年）は第1回講談社出版文化賞科学出版賞を受賞した。

## 経歴
1950年神奈川県生まれ。1972年北海道大学農学部卒業。1980年北海道大学大学院農学研究科博士課程修了。学位論文「アブラムシの兵個体に関する研究」で農学博士（北海道大学）。
1983年立正大学教養部講師、1986年同助教授、1991年同教授、1995年経済学部教授。
1985年講談社出版文化賞科学出版賞、2009年立正大学蘊奥賞、2014年日本昆虫学会学会賞を受賞。
日本進化学会、日本応用動物昆虫学会、日本昆虫学会 の各会員。
アブラムシの一種ボタンヅルワタムシが不妊の兵隊カーストをもつことを発見したことで世界的に有名である。そのいきさつを綴った『兵隊を持ったアブラムシ』（どうぶつ社1984年）は第1回講談社出版文化賞科学出版賞を受賞した。

## 著書
- 『兵隊を持ったアブラムシ』どうぶつ社　自然誌選書 1984

### 共著
- 『アブラムシの生物学』石川 統 (編集) (第13章生活環 第15章社会性) 東京大学出版会   1990
- 『森の虫の100不思議』日本林業技術協会 1991
- 『原色日本虫えい図鑑』湯川淳一・枡田長編 (タマワタムシ科、アブラムシ科の一部)　全国農村教育教会 1996

## 論文
- 国立情報学研究所収録論文